# Hot rod

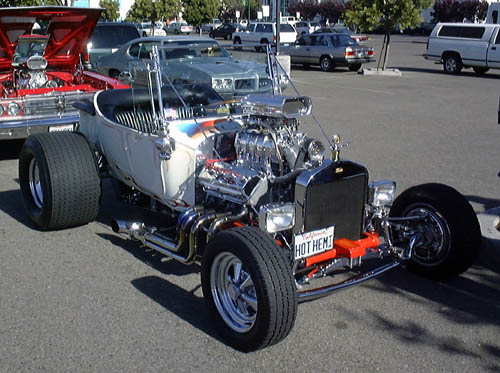
T-bucket

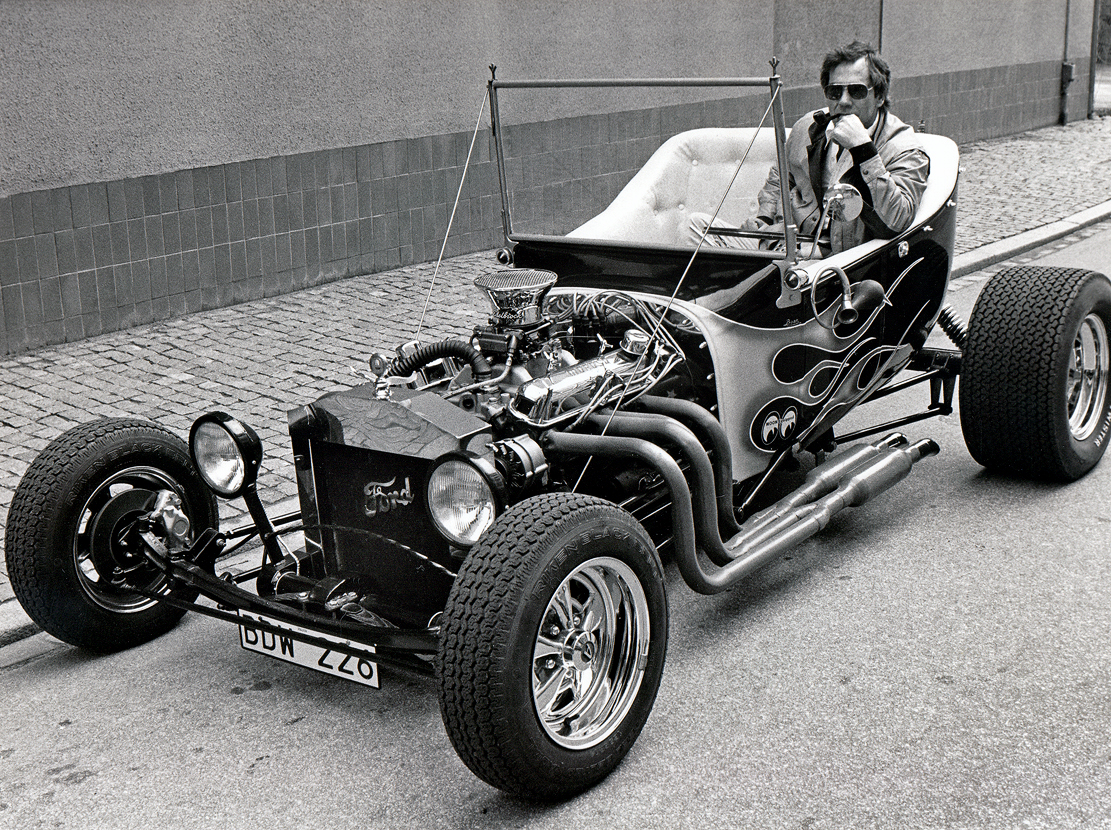
Hot Rod. Malmö 1986.

Hot Rod je automobil s velkými motory upravenými pro co nejvyšší rychlost na rovných tratích, populární zejména v Americe. Původ názvu "hot rod" není zřejmý. Je možné, že je založen na vysokém výkonu motoru a změnou zdvihu klikového hřídele. Další vysvětlení tohoto výrazu je, že vznikl zkrácením „hot roadster“, tedy roadster, který byl upraven na vyšší rychlost. K úpravám jsou roadstery jasnou volbou, protože jsou lehké. Název hot rod se v třicátých a čtyřicátých letech začal používat, jako název aut, kterým byl různými úpravami motoru zvýšen výkon (výkon „vyskočil nahoru“ (hopped up)).

## Historie
Tento styl úprav vznikl ve Spojených státech v 50. a 60. letech 20. století a to asi v největší míře mezi bývalými vojáky. Ti pobírali vojenské výsluhy a někteří tak vysoké že nemuseli ani pracovat a tudíž měli hodně volného času a finančních prostředků. Spolu se znalostmi mechaniky, ke kterým někteří z nich přišli v armádě u těchto lidí vznikly přímo ideální podmínky k tomu věnovat se úpravám automobilů. Díky tomu se rozšířilo právě upravování vozů z 30. a 40. let (jako jeden z nejrozšířenějších můžu jmenovat například Ford Model T, který je takovým klasickým zástupcem mezi čistokrevnými Hot Rody), které osazovali motory, převodovkami a podvozkovými díly z tehdejších modernějších automobilů. Tím však neskončili, ve většině případů byly již tak výkonné vysokoobjemové motory dále upravovány a hnány do extrémních výkonů a další části dimenzovány. Také se často ve spojitosti s tímto stylem mluví o tzv. Top Chop. Tato úprava spočívá ve snížení střechy a to tím způsobem, že se střecha odřízne zkrátí se sloupky podle požadovaného snížení a poté se střecha rozřízne na 4 díly. Tyto 4 díly se poté musí za pomoci nějakého přípravku usadit na své místo jako byste je chtěli již napevno zpět přivařit ovšem po usazení vám vytvoří „kříž“ chybějícího plechu. Na výrobu tohoto kříže většinou člověk spotřebuje ještě jednu další střechu ze stejného automobilu. Po vyříznutí je třeba vše svařit tak, aby na střeše nezůstaly prohyby, které naznačují nové spasování střechy a dovařit ještě pár kousků plechu pro doplnění a zpevnění a poté se může již střecha přivařit zpět na automobil.